# Communauté de communes de la Région de Sainte-Menehould
La communauté de communes de la Région de Sainte-Menehould était une communauté de communes française, située dans le département de la Marne et la région Champagne-Ardenne ; au 1er janvier 2014, elle a fusionné avec deux autres communautés de communes pour former la Communauté de communes de l'Argonne Champenoise.

## Histoire
La Communauté de communes de la région de Sainte-Ménehould a été créée par arrêté préfectoral du 17 décembre 1993.
Conformément au schéma départemental de coopération intercommunale de la Marne du 15 décembre 2011, la communauté de communes du Canton de Ville-sur-Tourbe, la Communauté de communes de la Région de Givry-en-Argonne et de la Communauté de communes de la Région de Sainte-Menehould fusionnent au 1er janvier 2014, afin de former la nouvelle communauté de communes de l'Argonne Champenoise, qui compte 60 communes.

## Territoire communautaire

### Composition
La communauté de communes était composée de 22 communes, dont la principale est Sainte-Menehould :
1. Argers
2. Braux-Sainte-Cohière
3. Braux-Saint-Remy
4. Châtrices
5. Chaudefontaine
6. Courtémont
7. Dommartin-Dampierre
8. Dommartin-sous-Hans
9. Élise-Daucourt
10. Florent-en-Argonne
11. Gizaucourt
12. Hans
13. La Chapelle-Felcourt
14. La Neuville-au-Pont
15. Maffrécourt
16. Moiremont
17. Passavant-en-Argonne
18. Sainte-Menehould
19. Somme-Bionne
20. Valmy
21. Verrières
22. Villers-en-Argonne

## Politique et administration

### Élus
La communauté de communes était administrée par un conseil communautaire constitué de représentants de chaque commune, élus en leur sein par les conseils municipaux.

### Liste des présidents
| Période                                  | Période | Identité        | Étiquette | Qualité                             |
| ---------------------------------------- | ------- | --------------- | --------- | ----------------------------------- |
| Les données manquantes sont à compléter. |         |                 |           |                                     |
| 2001                                     | 2013    | Bertrand Courot | UMP       | Maire de Sainte-Menehould (2001 → ) |